# Musidora
Musidora, all'anagrafe Jeanne Roques (Parigi, 23 febbraio 1889 – Parigi, 11 dicembre 1957), è stata un'attrice, regista e produttrice cinematografica francese celebre per i suoi ruoli di vamp nei serial di Louis Feuillade.

## Biografia
Suo padre, Jacques, compositore e teorico del socialismo, e sua madre, Marie Clémence, pittrice e grande combattente della causa femminista, le trasmisero il loro amore per la letteratura. È leggendo Théophile Gautier che Jeanne scelse lo pseudonimo di Musidora, eroina del romanzo Fortunio.

### Esordi artistici
Molto dotata, fin da bambina Jeanne dipingeva, scriveva, scolpiva; ma fu nella danza e nella commedia che espresse al meglio la sua passione artistica. Dopo qualche partecipazione a riviste parigine e in piccoli ruoli di scarsa importanza in film oggigiorno perduti, si fa notare nel 1910 nella commedia La Loupiotte di Aristide Bruant. Conosce il suo primo successo due anni più tardi al Bataclan nella rivista Ça grise, dove divide il nome sulla locandina con Colette. Nel dicembre del 1913 la giovane attrice fa il suo vero debutto sullo schermo in un dramma sociale destinato alla Casa del Popolo, Les Misères de l’aiguille di Raphaël Clamour, storia di una sartina che, alla morte del marito, per sfuggire alla miseria, tenta il suicidio con il suo bambino.
Louis Feuillade la nota mentre danza il tango alle Folies Bergère e la prende sotto contratto alla Gaumont, dove gira alcuni film per Gaston Ravel in parti di contorno. Ma è lo stesso Feuillade, il regista, che le dà l'occasione di emergere, mettendola a fianco di Fernand Herrmann e affidandole un ruolo di primo piano in Severo Torelli, un adattamento per lo schermo del dramma di François Coppée. All'epoca Musidora è ancora una delle tante attrici che il cineasta impiega nei suoi film patriottici o da vaudeville, ma con i suoi occhi neri rimarcati dal kohl, la sua pelle bianca, il trucco vagamente inquietante e il suo guardaroba esotico non tarda a diventare una delle più popolari ed emblematiche attrici del cinema europeo.
Siamo nel 1914 e la guerra infiamma l'Europa. Anche il cinema deve contribuire allo sforzo bellico e i registi della Gaumont, come tutti del resto, sono mobilitati e partono uno alla volta per il fronte. La nuova diva della compagnia gira uno dietro l'altro una serie di pellicole, cambiando vorticosamente i registi che la dirigono. Viene impiegata a interpretare drammi storici, commedie, film patriottici, sentimentali, avventurosi. Ma è ancora Feuillade, tornato alla vita civile alla fine del 1915 dopo un intermezzo militare, che le offre il ruolo della sua vita, quello di Irma Vep in Les vampires, un serial in dieci episodi. Un ruolo che le darà la gloria e che iscriverà il suo nome nella mitologia del cinema.

### Il successo come attrice

#### I vampiri

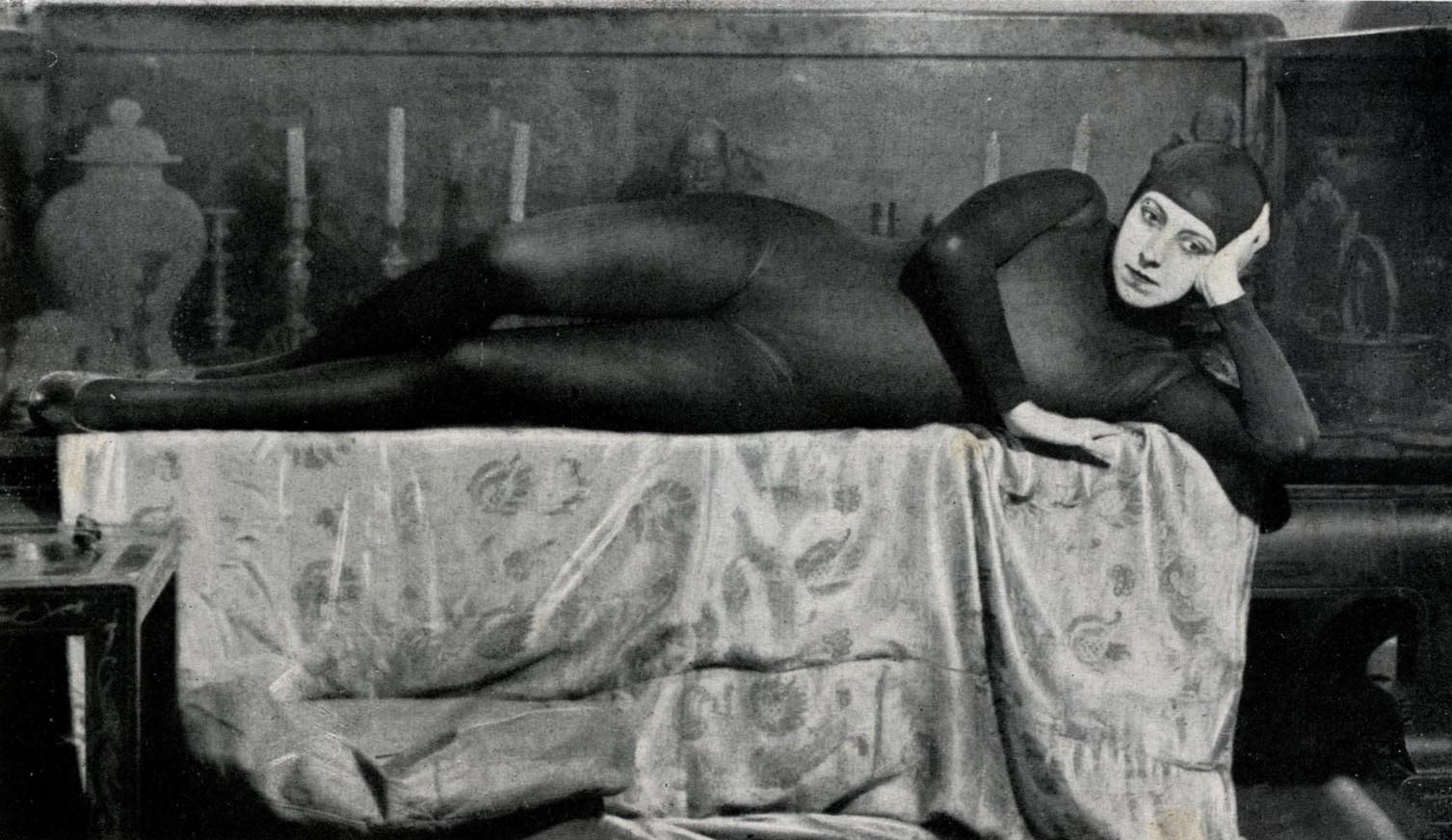
Les Vampires: Irma Vep

Irma Vep (anagramma di vampire), è una femme fatale, una vamp affascinante e misteriosa. Donna dalla doppia vita, è una cantante di cabaret, corteggiata ed elegante e, nel contempo, una frequentatrice degli ambienti malavitosi più sordidi. Il lato oscuro di Irma ce la rivela, infatti, come l'affiliata di una società segreta che si autodefinisce "I vampiri": una banda che svaligia le case dei borghesi e che organizza colpi criminali in grande stile.
Il colpo di scena per il pubblico che affollava i teatri per seguire le imprese dei "Vampiri" arriva con il sesto episodio, quando Irma Vep, smessi i panni di tutti i giorni e con indosso solo una tutina nera e aderente, si offre dallo schermo come l'immagine di angelo del male, torbido e fascinoso. Dovrebbe essere la semplice mise di un topo d'albergo: in effetti è un colpo al cuore per il pubblico.
Le imprese di Irma Vep prendono una strada ancora più inquietante quando la donna cade preda di Moreno, un criminale rivale dei vampiri, che la ipnotizza e ne fa la sua amante: sotto la sua influenza, Irma deve uccidere il Gran Vampiro. Alla testa della banda, la bella Irma commette ancora una bella dose di misfatti prima di cadere vinta da Guérande, l'eroe positivo della storia. Il suo personaggio, stravagante e misterioso, accende la fantasia degli spettatori che ne decretano il successo: il pubblico popolare la idolatra, gli intellettuali surrealisti fanno di Musidora uno dei loro emblemi poetici.

#### Judex e Diana Monti
Nel 1916 ancora una volta la bruna bellezza di Musidora si trova a doversi confrontare con un personaggio inquietante, quello dell'avventuriera Diana Monti. Avversaria, questa volta, di Judex, un giustiziere incarnato da René Cresté che si batte contro il perfido banchiere Favraux. Nel corso della storia, Diana Monti/Musidora cerca, invano, di mettere le mani sopra la fortuna del finanziere con la complicità del suo amante Morales. Musidora, all'epoca, ha ventotto anni, lunghi capelli neri, la carnagione esageratamente pallida, gli occhi cerchiati di nero e le labbra segnate e scure: per tutta una generazione, questa bellezza moderna sarà l'incarnazione della vamp.

#### Ninfa egeria dei surrealisti
André Breton, Louis Aragon e gli altri creatori del movimento surrealista erano spettatori assidui dei serial di Feuillade, specie di Les Vampires. Musidora, che incarnava sullo schermo le fantasie oniriche dello spettatore, con i suoi personaggi destabilizzanti e misteriosi, diventò la loro ninfa Egeria di elezione, venendo costantemente invitata alle loro serate e alle manifestazioni surrealiste. Aragon e Breton scrissero nel 1929 Le Trésor des Jésuites, un lavoro teatrale che le rendeva omaggio. Tutti i personaggi avevano dei nomi che erano anagrammi del suo: Mad Souri, Doramusi e così via. Breton le inviava spesso delle rose e l'attrice partecipò anche a una serata dada.

### Regista, produttrice e autrice teatrale
Oltre a recitare, Musidora diventò produttrice e regista sotto la guida del suo mentore, Louis Feuillade. Tra la seconda metà degli anni dieci e i primi anni venti diresse dieci film, tutti perduti con l'eccezione di due: Sol y sombra del 1922 e La tierra de los toros del 1924, entrambi girati in Spagna. In Italia ha prodotto e diretto La Flamme cachée basato sull'opera della sua amica Colette. In un'epoca in cui molte donne nel cinema erano relegate a recitare, Musidora reggiunse il successo come produttrice e regista. Fu anche docente di dizione presso il conservatorio di Reims nel 1938.
Dopo la sua rottura con Cañero, Musidora sposò il 20 aprile 1927, un amico di infanzia, Clément Marot, medico a Châtillon-sur-Marne, e con il quale ebbe un figlio che chiamarono anche lui Clément. I due divorziarono nel 1944.
Dopo il matrimonio nel 1927 con Clement, Musidora lasciò il cinema per concentrarsi sul teatro fino ai primi anni cinquanta. Continuò ad apparire fino al 1948 in pièce teatrali di cui era anche autrice (trenta tra il 1916 e il 1952), dirigendo un ultimo film nel 1950, il Magic Picture. Ha anche pubblicato due romanzi, Arlecchino e Arabella (1928) e Parossismi (1934), numerose canzoni e una raccolta di poesie, Aureole (1940). Secondo il suo biografo Francis Lacassin, Musidora alla sua morte ha lasciato molti inediti. Dal 1944 lavorò con Henri Langlois alla Cinémathèque française.
La musa dei surrealisti e la prima vamp del cinema francese morì il 7 dicembre 1957, all'ospedale Broussais di Parigi.

## Filmografia

### Regista
- Minne (incompiuto, 1915)
- La Flamme cachée, co-regia di Roger Lion (1918)[4]
- La vagabonda, co-regia di Eugenio Perego (1918)
- Vincenta (1919)
- Pour don Carlos, co-regia di Jacques Lasseyne (1920)
- Sol y sombra, co-regia di Jaime De Lasuen (1922)
- La tierra de los toros (1924)
- La Magique Image (1951)

### Attrice
- Le Troisième Larron, una produzione Gaumont (168 metri) (1909)
- La Main noire, regia di Étienne Arnaud (1910)
- Les Misères de l'aiguille, regia di Raphaël Clamour (1913)
- L'Aventure de Jean Loupin, produzione Gaumont (1913)
- Le Drapeau, una produzione Gaumont (1913)
- La Ville de Madame Tango, una produzione Pathé-Frères (1914)
- Sainte-Odile, regia di Gaston Ravel (1914)
- La Petite réfugiée, regia di Gaston Ravel (1914)
- La Bouquetière des Catalans, regia di Gaston Ravel (1914)
- Bout-de-Zan et l'Espion (anche Bout de Zan et le boche), regia di Louis Feuillade (1914)
- Les Trois Rats, regia di Gastone Ravel (1914)
- Severo Torelli, regia di Louis Feuillade (1914)
- Le Calvaire, regia di Louis Feuillade (1914)
- Tu n'épouseras jamais un avocat, regia di Louis Feuillade (1914)
- Les Fiancés de 1914, regia di Louis Feuillade (1914)
- Minne, regia di André Hugon (1915)
- Le Trophée du zouave, regia di Gaston Ravel (1915)
- Le Furoncle, regia di Louis Feuillade (1915)
- Union sacrée, regia di Louis Feuillade (1915)
- L'Escapade de Filoche, regia di Louis Feuillade (1915)
- Fifi tambour, regia di Louis Feuillade (1915)
- Triple entente, regia di Gastone Ravel (1915)
- Le Sosie, regia di Louis Feuillade (1915)
- Le Noces d'argent, regia di Louis Feuillade (1915)
- Le Roman de la midinette, regia di Gaston Ravel (1915)
- Le Fer à cheval, regia di Louis Feuillade (1915)
- Les Vampires, regia di Louis Feuillade (1915)
  - Les Vampires: Le Cryptogramme rouge 42 min. Uscita il 4 dicembre 1915
  - Les Vampires: Le Spectre 32 min. Uscita il 7 gennaio 1916
  - Les Vampires: L'Evasion du mort 37 min. Uscita il 28 gennaio 1916
  - Les Vampires: Les Yeux qui fascinent 58 min. Uscita il 24 marzo 1916
  - Les Vampires: Satanas 46 min. Uscita il 15 aprile 1916
  - Les Vampires: Le Maître de la foundre 55 min. Uscita il 12 maggio 1916
  - Les Vampires: L'Homme des poisons 53 min. Uscita il 2 giugno 1916
  - Les Vampires: Les Noces sanglantes 60 min. Uscita il 30 giugno 1916
- Le Pied qui étreint di Jacques Feyder (610 metri) - Irma Vep (1916)
- Fille d'Ève, regia di Gastone Ravel (1916)
- C'est pour les orphelins, regia di Louis Feuillade (1916)
- Le Colonel Bontemps, regia di Louis Feuillade (1916)
- Le Mariés d'un jour, regia di Louis Feuillade (1916)
- Le Fourberies de Pingouin, regia di Louis Feuillade (1916)
- Les Fiançailles d'Agénor, regia di Louis Feuillade (1916)
- C'est le printemps, regia di Louis Feuillade (1916)
- Le Poète et sa folle amante, regia di Louis Feuillade (1916)
- Judex, regia di Louis Feuillade serial (1916)
- Si Vous ne m'aimez pas, regia di Louis Feuillade (1916)
- La Peine du talion, regia di Louis Feuillade (1916)
- Lagourdette, gentleman cambrioleur, regia di Louis Feuillade (1916)
- Les Chacals, regia di André Hugon (1917)
- Mon oncle, regia di Louis Feuillade (1917)
- Débrouille-toi, regia di Louis Feuillade (1917)
- La Jeune fille la plus méritante de France, regia di Germaine Dulac (1918)
- La Geôle, regia di Gastone Ravel (1918)
- La Flamme cachée, regia di Musidora e Roger Lion (1918)
- La vagabonda, regia di Musidora e Eugenio Perego (1918)
- Johannes, fils de Johannes, regia di André Hugon (1918)
- Vincenta, regia di Musidora (1918)
- Mademoiselle Chiffon, regia di André Hugon (1919)
- Pour don Carlos, regia di Musidora e Jacques Lasseyne (1920)
- Sol y sombra, regia di Musidora e Jaime De Lasuen (1922)
- La tierra de los toros, regia di Musidora (1924)
- Le Berceau de dieu, regia di Fred Leroy-Granville (1926)

### Produttrice
- Vincenta, di Musidora (1919 )
- Pour don Carlos, di Musidora e Jacques Lasseyne (1920)
- Sol y sombra, di Musidora e Jaime De Lasuen (1922)
- La tierra de los toros, di Musidora (1924)